# Relaciones Libia-Nicaragua
Las relaciones Libia-Nicaragua son las relaciones internacionales entre la República de Libia y el República de Nicaragua.

## Historia
Las relaciones diplomáticas entre Nicaragua y Libia fueron establecidas el 10 de marzo de 1986.
Durante la primera guerra civil libia, el presidente nicaragüense Daniel Ortega dijo que había llamado por teléfono a Libia para expresar su solidaridad con Muammar Gaddafi.
Después de la muerte de Gadafi, Daniel Ortega condenó la muerte de Muammar Gaddafi. El ministro de Relaciones Exteriores, Miguel d'Escoto Brockmann, lamentó el asesinato y criticó a los Estados Unidos diciendo: "Todo esto es parte de la misma agresión imperial que vemos contra Irak y Afganistán. Es un momento muy triste en el que vivimos".

## Misiones diplomáticas
- Libia tiene una embajada en Managua.
- Nicaragua está acreditado ante Libia a través de su embajada en El Cairo, Egipto.